# Legitymacja skargowa
Legitymacja skargowa oznacza formalne prawo do bycia stroną każdego postępowania sądowego. Pojęcie to ma charakter materialnoprawny i oznacza prawo do bycia stroną w konkretnym postępowaniu sądowym ze względu na jego treść.
Skarga jest pismem procesowym strony, która żąda w nim dokonania przez sąd kontroli zgodności z prawem określonego działania lub zaniechania administracji publicznej, naruszających prawo lub interes prawny skarżącego.
Sposoby formułowania legitymacji skargowej mogą być różne i brzmieć np.:
- Każdy, kto sądzi, że naruszono przedmiot ochrony,
- Każdy, czyjego przedmiot ochrony naruszono,
- Każdy, kto ma interes prawny w tym, aby sąd działał,
- Każdy, kto jest adresatem aktu,
- Każdy, kto był stroną itp.